# Ravello
Ravello je historické městečko v jihoitalském regionu Kampánie v provincii Salerno. Je vystavěno na svazích hor prudce klesajících k břehům Tyrhénského moře. Díky své poloze nabízí Ravello panoramatické výhledy na moře a další města na Amalfitanském pobřeží, které patří do Světového dědictví UNESCO.
Každé léto se zde koná známý kulturní festival.

## Pamětihodnosti
- Katedrála (Duomo) z 11. století
- Kostel sv. Jana (Chiesa di San Giovanni del Toro) rovněž z 11. století
- Kostel Santa Maria a Gradillo z 12. století
- Klášter sv. Františka (Convento di San Francesco)
- Klášter sv. Kláry (Monasterio di Santa Chiara)
- Villa Rufolo
- Villa Cimbrone
- Auditorium brazilského architekta Oscara Niemeyera z roku 2011

## Ravello jako inspirace umělců
Pro svou krásu se Ravello stalo oblíbeným cílem odpočinku a zdrojem inspirace pro řadu známých osobností. Nadšeně o něm píše Giovanni Boccaccio ve svém díle Dekameron, hostem zde býval i neapolský král Robert I. V roce 1880 zde německý skladatel Richard Wagner složil druhé dějství své opery Parsifal, v roce 1927 tady David Herbert Lawrence sepsal román Milenec lady Chatterleyové. Přes 30 let zde žil americký spisovatel Gore Vidal. Rádi zde pobývali i intelektuálové z anglické skupiny Bloomsbury Group, mezi které patřila např. spisovatelka Virginia Woolfová, ale i ekonom John Maynard Keynes.
Dovolenou zde trávila také Greta Garbo, Jacqueline Kennedyová nebo Tennessee Williams.

## Fotogalerie

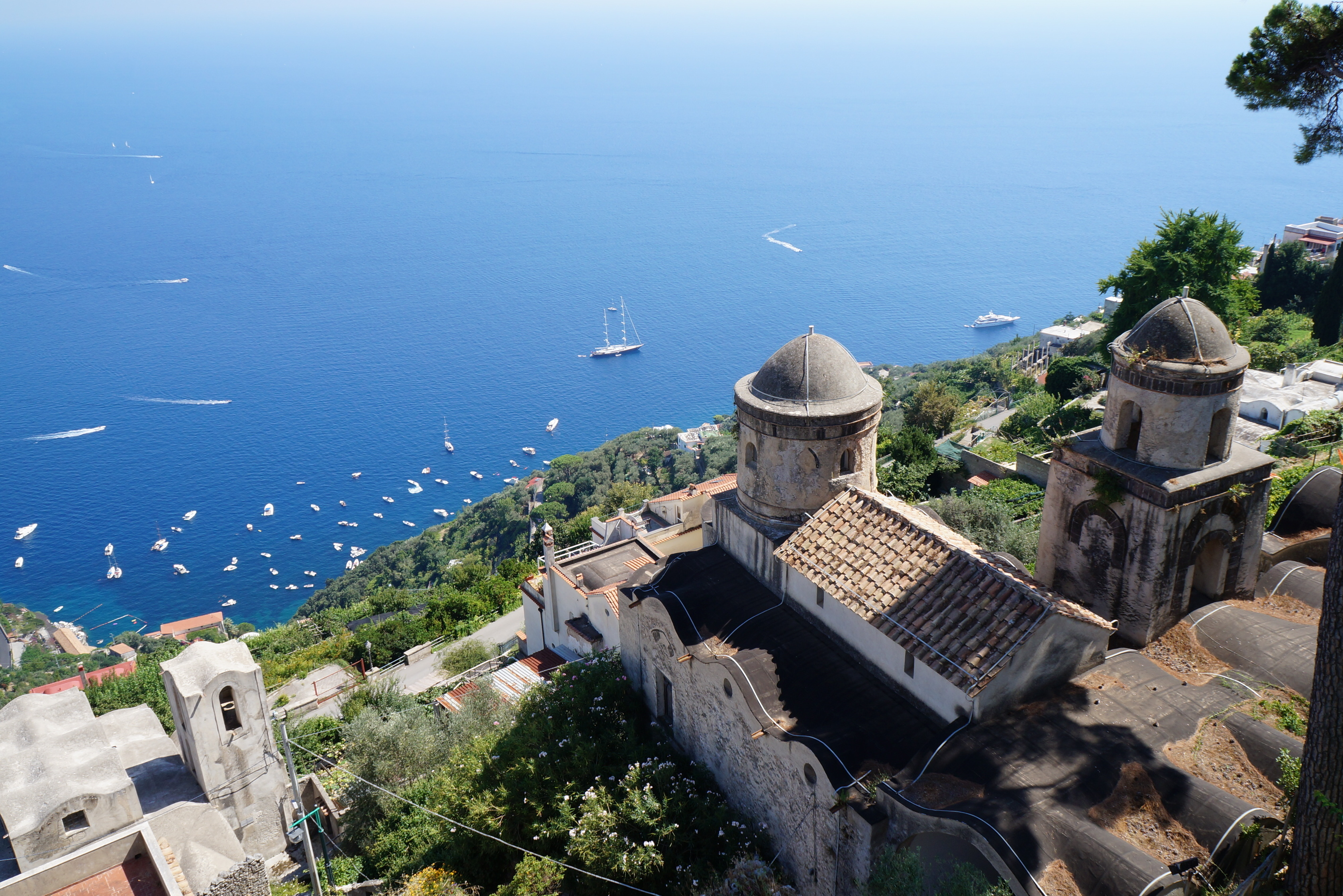
Výhled z Villy Rufolo
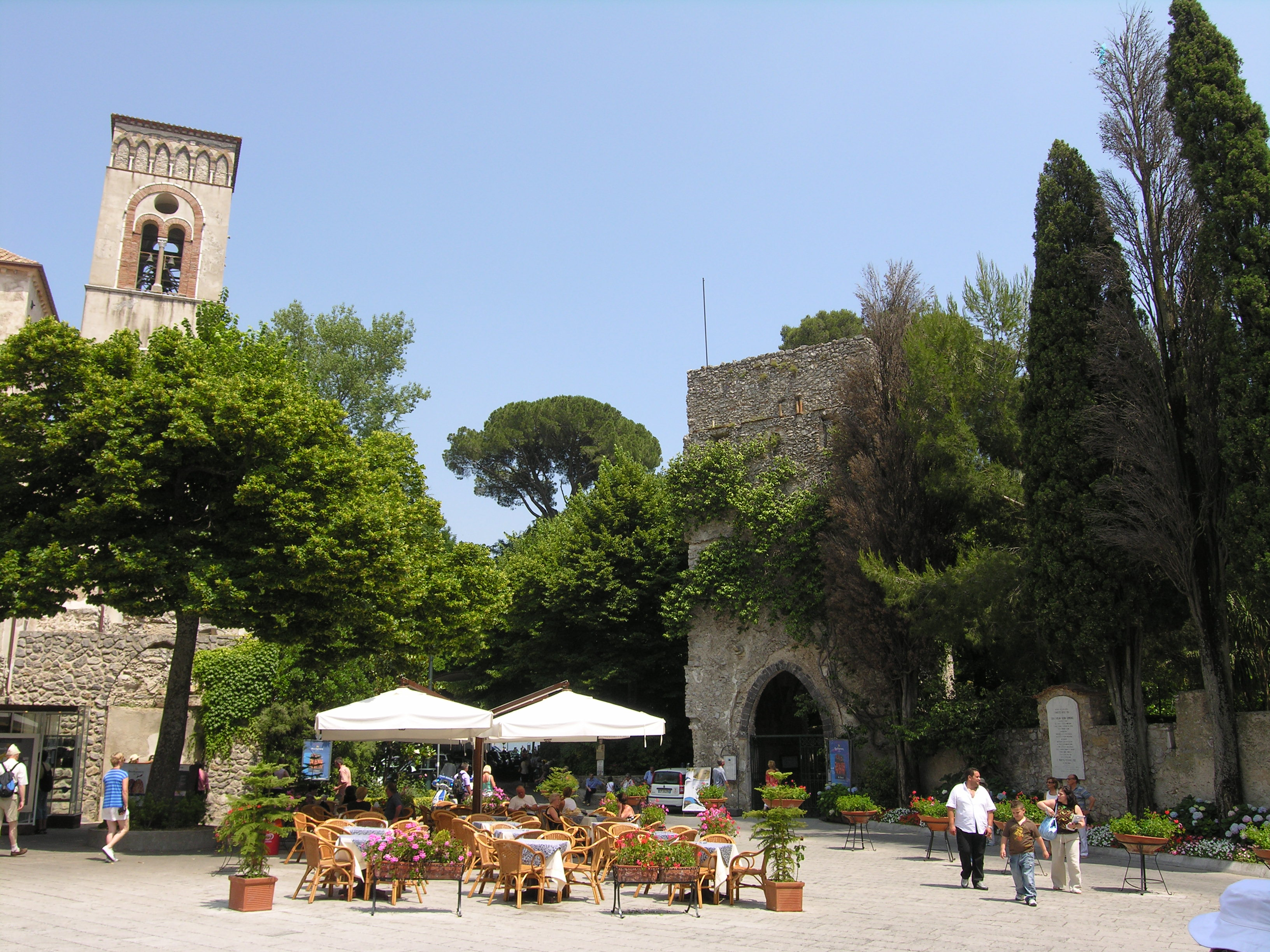
Hlavní náměstí
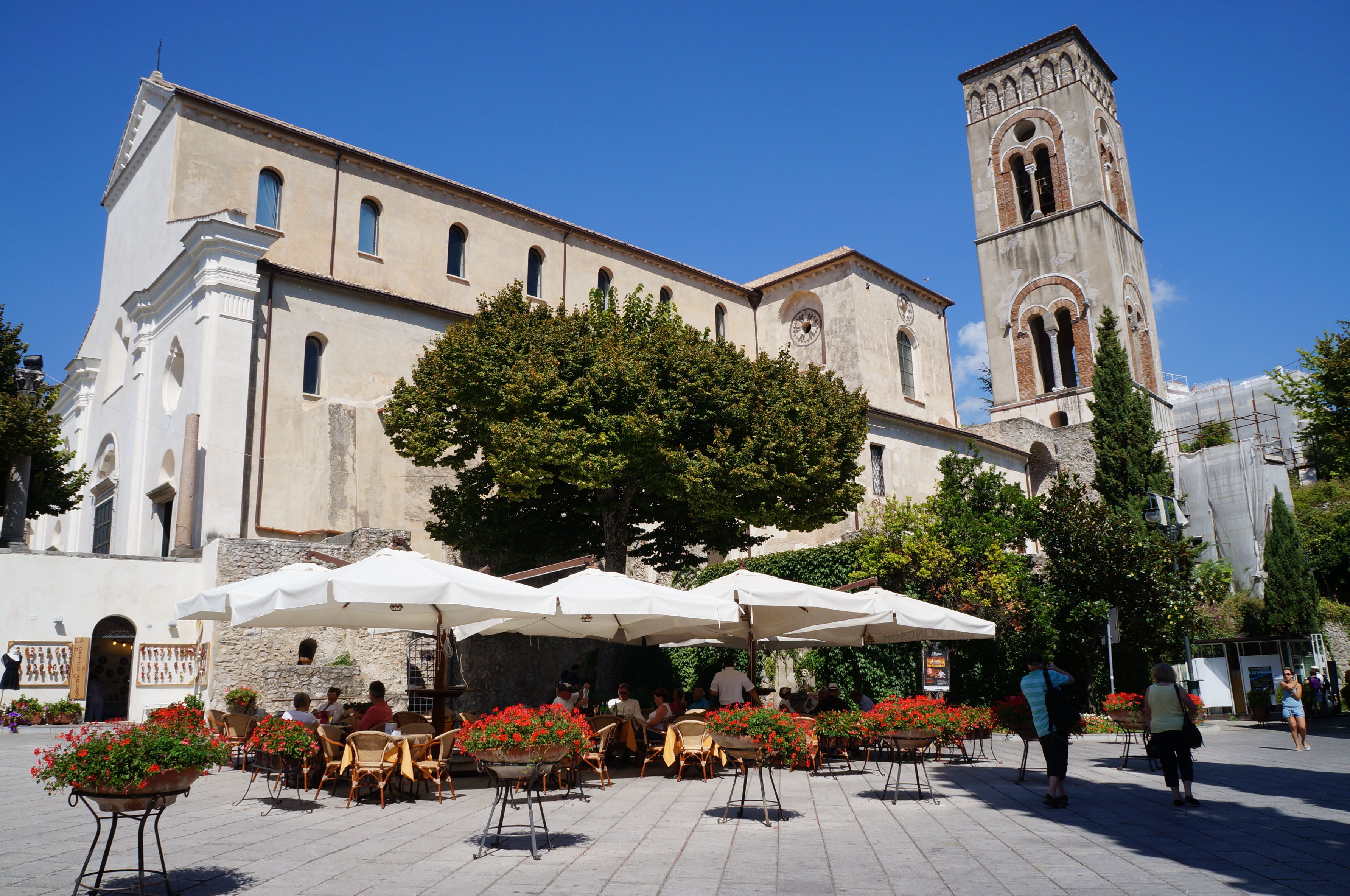
Katedrála